# Vittorio Cuniberti
Vittorio Emilio Cuniberti (Turín, 1854-Roma, 1913) fue un oficial militar e ingeniero naval italiano que elaboró el concepto del buque acorazado moderno con grueso blindaje de protección, batería homogénea de cañones de gran calibre y elevada velocidad. Sus propuestas se plasmaron en el revolucionario acorazado británico HMS Dreadnought, botado en 1906.

## Vida y carrera
Cuniberti nació en Turín y en 1878 se unió al Corpo del genio navale, la división de la Regia Marina italiana encargada de la construcción naval. En el seno de esta ascendió hasta el rango de general mayor en 1910. Como colaborador del almirante, ingeniero naval y político Benedetto Brin, en 1899 diseñó la clase Regina Elena de acorazados, compuesta por cuatro buques. Vittorio Cuniberti falleció en Roma en 1913.

## El artículo de Cuniberti
Cuniberti es recordado por el artículo que escribió en 1903 para el libro anual de referencia de temas navales Jane's Fighting Ships, en el cual abogaba por el concepto de «batería completa de gran calibre» en los buques de guerra. Hasta entonces, todas las armadas del mundo construían buques que iban artillados con baterías de cañones de diversos calibres, los cuales contaban con innumerables combinaciones y ubicaciones en la cubierta de los buques.

El acorazado ideal de Cuniberti.

En este contexto, el buque que proponía Cuniberti sería un coloso de los mares. Su idea principal era que el buque portaría doce cañones de un único calibre, 305 mm, el mayor disponible entonces. Este portento marino fuertemente armado sería invulnerable ante los cañones del enemigo, al que hundiría antes siquiera de poder tocar a su coloso con los habituales hasta entonces cuatro cañones de 305 mm. Además, su buque ideal sería más rápido que todos los que entonces navegaban, con lo cual podría elegir su lugar de ataque.
Cuniberti hablaba de que este buque podría disparar una andanada completa de todos sus cañones y hundir de inmediato al oponente, tras lo cual pasaría al siguiente barco enemigo y así sucesivamente hasta acabar con toda una flota enemiga sin mayores problemas. Conjeturaba que un escuadrón de seis de estos nuevos buques daría a una flota tal poder de fuego que disuadiría a cualquier armada enemiga de entablar combate. Naturalmente, el ingeniero italiano era consciente del elevado coste de construir estos colosos, por lo que solo sería posible para una armada que fuera al mismo tiempo poderosa y muy rica.
El ingeniero transalpino propuso su concepto al gobierno italiano, que lo rechazó por motivos presupuestarios, pero le dio a Cuniberti permiso para publicarlo en Jane's Fighting Ships. Su artículo se publicó antes de que tuviera lugar la decisiva batalla de Tsushima en 1905, en la que se reafirmó en el campo de batalla su propuesta cuando los acorazados japoneses acabaron con los rusos gracias a sus cañones de mayor calibre.

## Los acorazados tipoDreadnought

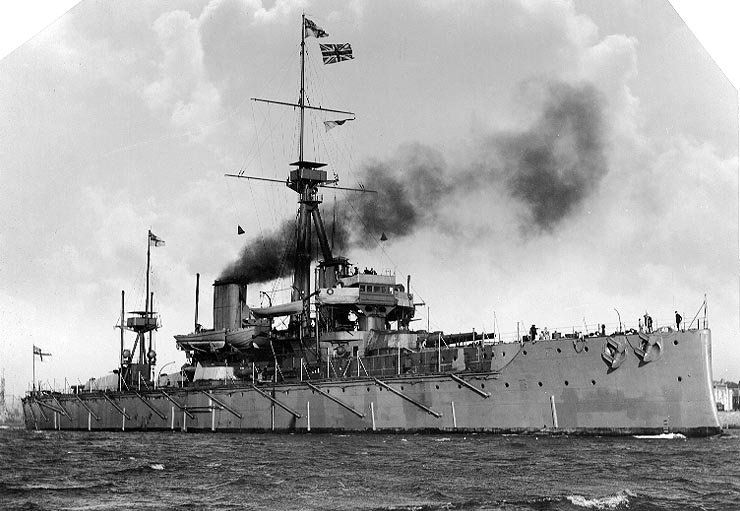
El revolucionario acorazado HMS Dreadnought, botado en 1906.

La atmósfera política en el Imperio británico, la primera potencia naval en la época, era explosiva. Por primera vez desde la batalla de Trafalgar, existía una seria amenaza a la hegemonía de la Royal Navy, pues a pocas millas de las costas inglesas en el mar del Norte el Imperio alemán estaba construyendo una enorme flota de modernos acorazados. Y tras el escudo poderoso que significaba para el Imperio británico su tremenda armada, había tan solo un ejército de tierra poco numeroso. Por ello, el desafío era serio para los británicos. El almirante sir John Fisher fue el impulsor de la construcción del revolucionario acorazado HMS Dreadnought, que se construyó en tan solo un año y un día y fue botado en 1906. La nueva joya de la Royal Navy materializaba la idea de Cuniberti punto por punto y su velocidad estaba asegurada por las turbinas Parsons. Inmediatamente este barco definió una era y dejó obsoletos a todos los acorazados anteriores, pues en cualquier combate singular saldría victorioso gracias a su velocidad, blindaje y potencia de fuego. Por ello, todos los buques que se construyeron después siguiendo sus especificaciones pasaron a llamarse «Dreadnoughts».